# 冬逢
冬逢（？—3世纪）是三国时期蜀汉的苏祁邑君。
蜀汉建兴年间（223年—237年），苏祁邑君冬逢和他的弟弟隗渠，投降后又反叛。于是，越嶲太守张嶷诛杀冬逢。冬逢的妻子是旄牛王的女儿，张嶷通过计谋宽赦了她。而隗渠逃到西部边境。隗渠勇猛剽悍，让各部落深深畏惧，他派两个亲信假装投降张嶷，实际上是探听消息。张嶷察觉到了，答应给予两人重赏，让他们背叛隗渠，于是，两人合谋杀死隗渠。隗渠死后，各部落就此安定。
汉嘉郡境内的旄牛夷有4000多户，他们的首领狼路想要为姑父冬逢报仇，于是派遣叔父离带领冬逢的部下观察形势。张嶷则派遣亲信送去牛和酒以示礼遇，还让离的姐姐（冬逢的妻子）传达心意。离接受礼物，见到他的姐姐，姐弟欢聚一堂，于是都率领部众前往投降张嶷，张嶷厚待他们，并让他们返回。从那时起，旄牛部落不再作乱。